# Digama albicostata
Digama albicostata är en fjärilsart som beskrevs av Emilio Berio 1941. Digama albicostata ingår i släktet Digama och familjen björnspinnare. Inga underarter finns listade i Catalogue of Life.